# Loreahütte
De Loreahütte is een berghut in de Lechtaler Alpen in de Oostenrijkse deelstaat Tirol. De berghut ligt op een hoogte van 2018 meter ten zuidoosten van de Loreakopf, vlak bij de Fernpas.
De berghut is eigendom van de sectie Isartal van de Deutsche Alpenverein (DAV). De berghut wordt niet geëxploiteerd; het is een zelfverzorgingshut. De hut kan vanaf de Fernsteinsee even ten zuidwesten van de Fernpas in ongeveer drie uur worden bereikt.
De hut kan dienen als een tussenstation voor tochten naar omliggende alpenverenigingshutten als de Anhalter Hütte (via Loreascharte, Heimbachtal, Tegestal en de Hintere Tarrenton-Alpe te bereiken, tochtduur acht uur), de Heiterwandhütte (via Loreascharte, Heimbachtal, Tegestal en Reisenschuhtal te bereiken, tochtduur vijf uur) en de Wolfratshauser Hütte (via Östliches Kreuzjoch, Bichlbächler Jöchle, Gartnerwand en Grubigstein, tochtduur achtenhalf uur).
Vanuit de hut worden vele omliggende bergtoppen beklommen. Hieronder zijn de Loreakopf (2471 meter, 1½ uur), Östliches Kreuzjoch (2236 meter, 1½ uur), Roter Stein (2366 meter, 2½ uur) en Tagweide (2128 meter, 1½ uur).